# Jeff Kahn
Jeffry Ned Kahn, né en 1950, est un mathématicien américain spécialiste de combinatoire.

## Biographie
Kahn obtient son Ph.D à l'université d'État de l'Ohio en 1979 sous la supervision de Dwijendra Kumar Ray-Chaudhuri. Il est « Distinguished Professor of Mathematics » à l'université Rutgers.

## Recherche
En 1980 il démontre une conjecture restée longtemps ouverte en géométrie des plans de Möbius qui sont des structures d'incidence particulières. En 1993, avec Gil Kalai, il montre que la conjecture de Borsuk (en) est fausse. En 2004, avec David Galvin, il fait d'importantes contributions à la théorie combinatoire des transitions de phases sur le modèle de grille hard-core.
Kahn a démontré, avec Michael Saks et Cliff Smyth, une version duale de l'inégalité de Van der Berg-Kesten-Reimer (auparavant conjecture de Van den Berg et Harry Kesten, démontrée par Reimer) et par là une conjecture combinatoire de Steven Rudich qui a des applications en complexité cryptographique

## Prix et distinctions
En 1996 Kahn reçoit le Prix George Pólya de la SIAM. Il est conférencier invité au Congrès international des mathématiciens de 1994 à Zurich.
En 2012 il est lauréat, avec Anders Johansson et Van H. Vu) du prix Fulkerson pour avoir déterminé le seuil de densité d'arêtes au-delà duquel un graphe aléatoire peut être couvert par des copies d'un graphe plus petit,.
En 2012 également, il devient fellow de l'American Mathematical Society.